# Babilafuente
Babilafuente là một đô thị ở tỉnh Salamanca, phía tây Tây Ban Nha, cộng đồng tự trị Castile-Leon. Đô thị này có cự ly 22 kilômét from the city of Salamanca và có dân số 1007 người. Đô thị này có diện tích 22,60 km².
Đô thị này nằm ở khu vực có độ cao 801 mét trên mực nước biển.
Mã số bưu chính là 37330.